# 姫路市立広畑小学校
姫路市立広畑小学校（ひめじしりつ ひろはたしょうがっこう）は、兵庫県姫路市広畑区清水町1丁目にある公立小学校。「広小」と略される。

## 沿革
- 1872年（明治5年）10月 - 飾磨郡広村の矢野松次郎屋敷内に広畑小学校が開校。
- 1900年（明治33年）5月 - 広尋常高等小学校に改称。
- 1941年（昭和16年）4月 - 国民学校令施行により、広畑町立広畑国民学校に改称。
- 1946年（昭和21年）3月 - 広畑町が姫路市に合併し、姫路市立広畑国民学校に改称。
- 1947年（昭和22年）4月 - 学校教育法施行により、姫路市立広畑小学校に改称。
- 1957年（昭和32年）6月 - 校区西部を姫路市立広畑第二小学校として分離。

## 通学区域
- 姫路市広畑区
  - 北河原町、才（字下河原のみ）、北野町1～2丁目、清水町1～3丁目、本町1～6丁目、末広町1～3丁目、東新町1～3丁目、長町1～2丁目、鶴町1～2丁目、夢前町1～4丁目、正門通1～4丁目

卒業生は基本的に姫路市立広畑中学校へ進学する。

## 周辺
かつては新日本製鐵広畑製鐵所の企業城下町として栄えたため、校区はほぼ住宅地。北部には廣畑天満宮が鎮座する。

## アクセス
- 山陽電気鉄道網干線夢前川駅から北東へ1,200m。
- 西日本旅客鉄道（JR西日本）山陽本線英賀保駅から南西へ1,700m。

JRの駅から直接広畑小学校バス停へ向かうバス連絡は無い。
- 神姫バス 姫路駅北口から30系統の新日鉄病院・新日鉄行き乗車、広畑小学校下車（広畑市民センター経由の便は広畑小学校を経由しない）。
- 姫路市営バス
  - 姫路駅北口・英賀保駅から29・32・33系統に乗車。広畑本町で下車し、中門通りを北へ300m。
  - 姫路駅南口・英賀保駅から67・68・69・83系統に乗車。北河原で下車し、中門通りを南へ400m。

## 通学区域が隣接している学校
- 姫路市立広畑第二小学校
- 姫路市立八幡小学校
- 姫路市立英賀保小学校